# Svava Jakobsdóttir
Svava Jakobsdóttir, née le 4 octobre 1930 et morte le 21 février 2004, est une écrivaine féministe et femme politique islandaise.
En tant qu'écrivaine, son travail est caractérisé par une « forme unique de féminisme surréaliste ».

## Biographie
Son père Jakob Jónsson est un pasteur luthérien. De 1935 à 1940, lui et sa famille vivent à Wynyard, dans la Saskatchewan (Canada), où il sert comme pasteur.
Svava Jakobsdóttir est diplômée du Smith College en 1952 et Somerville College (Université d'Oxford) en 1953. Elle est élue à l'Althing, le parlement islandais, de 1971 à 1979, pour le parti de gauche Alþýðubandalagið (« Alliance du peuple »).
Comme écrivain, ses œuvres les plus connues sont les romans Gunnlaðar saga (« La Saga de Gunnlöð ») et Leigjandinn (« Le Locataire ») et l'histoire courte macabre Saga handa börnum (« Une histoire pour les enfants »). Elle écrit également des poèmes et pièces de théâtre. Elle remporte le prix Henrik Steffens en 1997.